# Prosoplus bougainvillei
Prosoplus bougainvillei är en skalbaggsart som beskrevs av Stefan von Breuning 1954. Prosoplus bougainvillei ingår i släktet Prosoplus och familjen långhorningar. Inga underarter finns listade i Catalogue of Life.